# Paratió
El paratió (Prarto) és una llengua del Brasil extingida i poc certificada. Sembla que estava relacionada amb el xukurú.
Originalment es parlava al riu Capibaribe, i va ser informada per Čestmír Loukotka (1968) que havia estat parlada per algunes persones a Cimbres.